# فريتز ناغي
فريتز ناغي (3 يناير 1924 في الولايات المتحدة - 5 يونيو 1989 في الولايات المتحدة) (بالإنجليزية: Fritz Nagy)‏ هو لاعب كرة سلة أمريكي في مركز مدافع مسدد الهدف. لعب مع Chicago American Gears ‏ وIndianapolis Jets ‏.

## وصلات خارجية
- فريتز ناغي على موقع إن بي أي (الإنجليزية)
- فريتز ناغي على موقع سبورتس رفرنس (الإنجليزية)
- فريتز ناغي على موقع ريلجم (الإنجليزية)
- فريتز ناغي على موقع بروبوليرز (الإنجليزية)
- فريتز ناغي على موقع سبورتس رفرنس (الإنجليزية)